# توم ديسيليو
توماس أ. ديسيليو (بالإنجليزية: Thomas A. DiCillo)‏ (وُلد في 14 أغسطس، 1953) هو مخرج أفلام، كاتب سيناريو ومصور سينمائي أمريكي.

## أعماله

### كمخرج
- 1991: جوني سويد (Johnny Suede)
- 1995: العيش في النسيان (Living in Oblivion)
- 1996: علبة من ضوء القمر (Box of Moonlight)
- 1997: الشقراء الحقيقية (The Real Blonde)
- 2001: دوبل وامي (Double Whammy)
- 2006: هذيان (Delirious)
- 2009: عندما تكون غريباً (When You're Strange) (وثائقي)
- 2014: في أرض الظلال (Down in Shadowland) (وثائقي)

### كمصور سينيمائي
- 1980: إجازة دائمة (Permanent Vacation)
- 1980: Underground USA
- 1983: بوروز: الفيلم (Burroughs: the Movie)
- 1983: تنوُّع (Variety)
- 1984: أغرب من الجنة (Stranger Than Paradise)
- 1987: روبرت ويلسون والحروب الأهلية (Robert Wilson and the Civil Wars)
- 1987: حديقة روبينسون (Robinson's Garden)
- 1987: الإيقاع (The Beat)
- 1989: لورا لاي (Laura Ley)
- 1990: نهاية الليلة (End of the Night)
- 2003: قهوة وسجائر (Coffee and Cigarettes)

## روابط خارجية
- توم ديسيليو على موقع IMDb (الإنجليزية)
- توم ديسيليو على موقع مونزينجر (الألمانية)
- توم ديسيليو على موقع قاعدة بيانات الأفلام العربية
- توم ديسيليو على موقع ألو سيني (الفرنسية)
- توم ديسيليو على موقع تيرنر كلاسيك موفيز (الإنجليزية)
- توم ديسيليو على موقع أول موفي (الإنجليزية)
- توم ديسيليو على موقع بوكس أوفيس موجو (الإنجليزية)
- توم ديسيليو على موقع قاعدة بيانات الأفلام السويدية (السويدية)
- توم ديسيليو على موقع إن إن دي بي (الإنجليزية)
- توم ديسيليو على موقع ديسكوغز (الإنجليزية)